# 米尼亞伊利夫卡
46°22′58″N 29°31′5″E / 46.38278°N 29.51806°E
米尼亞伊利夫卡（烏克蘭語：Міняйлівка）是位於烏克蘭西南部的村莊，由敖德萨州裡比爾霍羅德-德涅斯特羅夫斯基區的彼得羅巴甫利夫卡市鎮 負責管轄。該村處於薩拉塔河畔，始建於1949年，面積2.62平方公里，海拔高度41米，2001年人口1,645，人口密度每平方公里627.9人。